# Мурадов, Ата
Ата Мурадов (1914, Горджав, Закаспийская область — 1965, Ашхабад) — советский хозяйственный, государственный и политический деятель.

## Биография
Родился в ауле Горджав в 1914 году. Член ВКП(б) с 1940 года.
В 1928 году 20 марта назначен Ответственным секретарём ЦК ЛКСМТ.
С 1933 года — на хозяйственной, общественной и политической работе.
В 1933—1965 гг. — председатель Правления областного Союза потребительской кооперации, заместитель народного комиссара/министра торговли Туркменской ССР, председатель Исполнительного комитета Ашхабадского городского Совета, 1-й секретарь Ашхабадского областного комитета КП Туркменистана, заместитель заведующего Отделом ЦК КП Туркменистана, министр заготовок Туркменской ССР, заместитель министра сельского хозяйства и заготовок Туркменской ССР, заведующий Отделом лёгкой, пищевой промышленности и торговли ЦК КП Туркменистана.
Избирался депутатом Верховного Совета СССР 4-го и 5-го созывов.
Умер в сентябре 1965 года.